# بنجامين ماكونيل
بنجامين ماكونيل هو سياسي كندي، ولد في 28 سبتمبر 1861 في Renfrew County ‏ في كندا، وتوفي في 15 فبراير 1923 في وينيبيغ في كندا.